# Леопольд Блум
Леопо́льд Блум (англ. Leopold Bloom) — герой романа Джеймса Джойса «Улисс».
Вероятный прототип — Альфред Хантер или Итало Свево.
Долгое время Блум воспринимался литературоведами как тень Стивена Дедала. Начиная с Хью Кеннера, Леопольд Блум в критических работах приобретает сначала «равные права» со Стивеном, а потом и вовсе получает статус главного героя (иногда узурпируя у Стивена даже «привилегию» быть героем автобиографическим).
Ричард Эллманн, биограф Джойса, описал Блума как «никого», который «практически не влияет на жизнь вокруг себя».
Как и многие другие персонажи «Улисса», Блум имеет своего прототипа в «Одиссее» Гомера. Ему соответствует Одиссей (Улисс).